# Кингстон, Терри
Терри Кингстон (англ. Terry Kingston, родился 19 сентября 1963 года в Корке) — ирландский регбист, выступавший на позиции хукера.

## Биография
Выступал за любительский клуб «Долфин» и за сборную провинции — команду «Манстер», в составе которой в 1992 году участвовал в матче против Австралии, завершившемся победой «Манстера» над «Уоллабис». За сборную Ирландии сыграл 30 матчей, дебютировав 25 мая 1987 года против Уэльса. Последнюю игру провёл 17 февраля 1996 года против Франции. Шесть раз выводил сборную в качестве капитана, числился в составах на Кубки мира 1987, 1991 и 1995 годов. Участник Кубков пяти наций 1987, 1988, 1990, 1991, 1992, 1993, 1994, 1995, 1996 годов.
После карьеры игрока был тренером клуба «Мидлтон», который вывел в Дивизион 2 ирландской регбийной системы.